# Україна на пісенному конкурсі Євробачення 2021
Україна анонсувала участь у пісенному конкурсі Євробачення 2021 у 2020 році після повідомлення про скасування проведення конкурсу у зв'язку з поширенням коронавірусної хвороби COVID-19. Україна була представлена на конкурсі у травні 2021 року в місті Роттердам у Нідерландах, що у 2019 році перемогли на Євробаченні.
Згідно з повідомленням НСТУ від 18 березня 2020 року, гурт «Go_A», що переміг у Національному відборі 2020 року, був обраний представляти Україну і у 2021 році. У 2020 році гурт мав виступити з піснею «Соловей», однак у січні 2021 року задля дотримання правил конкурсу було обрано пісню «Шум», з якою Go_A представила Україну у травні 2021 року.

## Передісторія

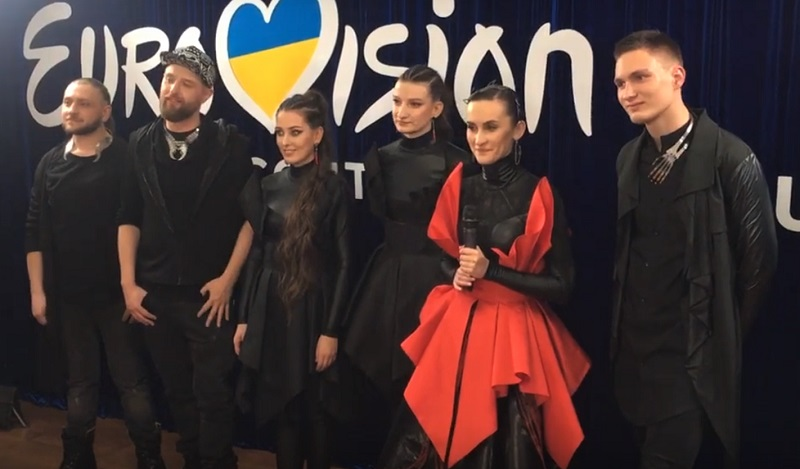
Гурт Go_A, що представлятиме Україну на Євробаченні-2021, під час національного відбору 2020 року

У 2002 році «Національна телекомпанія України» долучилася до пісенного конкурсу «Євробачення». З того часу Україна була представлена на конкурсі 15 разів, з яких двічі перемагала: 2004 року з піснею «Wild Dances» і 2016 року — з «1944». Найгіршим результатом України на конкурсі став 2017 рік. Тоді з піснею «Time» країну представив гурт «O.Torvald», посівши 24 місце. У 2018 році після закінчення трирічного контракту з телеканалом «СТБ» щодо спільного проведення Національного відбору на пісенний конкурс «Євробачення», «Національна суспільна телерадіокомпанія України» підписала новий контракт, який діє до 2021 року включно.
У 2020 році пісенний конкурс «Євробачення» скасували через поширення коронавірусної хвороби COVID-19. Згідно з повідомленням НСТУ від 18 березня 2020 року, гурт «Go_A», що переміг у Національному відборі 2020 року, був обраний представляти Україну і у 2021 році.

## Національний відбір 2020
Результати Національного відбору на Євробачення-2020 в Україні було перенесено на 2021 рік. Тому гурт Go_A представлятиме Україну на конкурсі і в 2021 році.

### Журі
До журі Національного відбору у 2020 році увійшли:
- Андрій Данилко, український співак, представник України на пісенному конкурсі «Євробачення-2007» в образі Вєрки Сердючки[8].
- Тіна Кароль, українська співачка, представниця України на пісенному конкурсі «Євробачення-2006»[9].
- Віталій Дроздов, генеральний продюсер радіохолдингу «ТАВР Медіа» та генеральний директор радіомережі «Хіт FM»[10].

### Учасники
| Півфіналісти                | Півфіналісти      | Півфіналісти                   | Півфіналісти           | Півфіналісти                                                                  | Півфіналісти |
| Виконавець                  | Пісня             | Переклад                       | Мова                   | Автори                                                                        |              |
| --------------------------- | ----------------- | ------------------------------ | ---------------------- | ----------------------------------------------------------------------------- | ------------ |
| Гурт «[O]»                  | «Там, куди я йду» | —                              | українська             | Олександр Каспров, Ольга Чернишова                                            |              |
| Khayat                      | «Call for love»   | Викликаю любов                 | англійська             | Андрій Хайат                                                                  |              |
| Ассоль                      | «Save it»         | Збережи це                     | англійська             | Катерина Гуменюк, Максим Захарін, Анна Чернуха, Ельдар Байрамов, Ян Лікаренко |              |
| «Cloudless»                 | «Drown me down»   | Заглушив мене                  | англійська             | Юрій Каналош, Антон Панфілов, Михайло Шатохін                                 |              |
| Garna                       | «Who we are?»     | Хто ми є?                      | англійська             | Альона Левашова                                                               |              |
| Катя Chilly                 | «Піч»             | —                              | українська             | Катерина Кондратенко                                                          |              |
| «Fo Sho»                    | «BLCK SQR»        | Чорний квадрат                 | англійська             | Бетті, Сіона і Міріам Ендале                                                  |              |
| Девід Аксельрод             | «Horizon»         | Горизонт                       | англійська             | Девід Аксельрод, Володимир Григорович, Павло Шилько                           |              |
| Олександр Порядинський      | «Savior»          | Рятівник                       | англійська             | Яна Ковальова                                                                 |              |
| «Tvorchi»                   | «Bonfire»         | Багаття                        | англійська             | Андрій Гуцуляк, Джеффрі Кенні                                                 |              |
| Gio Dara                    | «Feeling so lost» | Відчуваю себе таким загубленим | англійська             | Ґіорґі Дарахвелідзе                                                           |              |
| Jerry Heil                  | «Vegan»           | Веган                          | англійська             | Яна Шемаєва                                                                   |              |
| Krutь                       | «99»              | —                              | англійська, українська | Михайло Клименко, Антон Бабич, Марина Круть                                   |              |
| Еліна Іващенко              | «Get up»          | Підводься                      | англійська             | Еліна Іващенко                                                                |              |
| «Go_A»                      | «Соловей»         | —                              | українська             | Тарас Шевченко, Катерина Павленко                                             |              |
| «Moonzoo» feat. F.M.F. Sure | «Maze»            | Лабіринт                       | англійська             | Олександр Васетський, Френсіс                                                 |              |

### Перший півфінал
8 лютого 2020 року в Палаці культури КПІ ім. Ігоря Сікорського відбувся перший півфінал Національного відбору на «Євробачення-2020». Учасники виступили згідно зі своїми порядковими номерами, які попередньо визначили під час жеребкування. Після виступу останнього учасника організатори відкрили лінії для голосування, яке тривало протягом п'ятнадцяти хвилин. За результатами голосування найвищий бал від суддів і глядачів дістала співачка KRUTЬ, а найменший — Ассоль. У підсумку до фіналу пройшли співачки KRUTЬ, Jerry Heil та гурт «Go_A».
Крім основних учасників, у півфіналі Національного відбору виступив представник України на «Євробаченні-2018» співак Mélovin. Він виконав пісню «Oh, no!» в перерві між оголошенням результатів суддівського і глядацького голосування.
| Перший півфінал — 8 лютого 2020 | Перший півфінал — 8 лютого 2020 | Перший півфінал — 8 лютого 2020 | Перший півфінал — 8 лютого 2020 | Перший півфінал — 8 лютого 2020 | Перший півфінал — 8 лютого 2020 | Перший півфінал — 8 лютого 2020 | Перший півфінал — 8 лютого 2020 |
| Номер                           | Виконавець                      | Пісня                           | Судді                           | Телеголосування                 | Телеголосування                 | Підсумок                        | Місце                           |
| Номер                           | Виконавець                      | Пісня                           | Судді                           | Відсотки                        | Бали                            | Підсумок                        | Місце                           |
| ------------------------------- | ------------------------------- | ------------------------------- | ------------------------------- | ------------------------------- | ------------------------------- | ------------------------------- | ------------------------------- |
| 1                               | Гурт «[O]»                      | «Там, куди я йду»               | 3                               | 5,46 %                          | 2                               | 5                               | 7                               |
| 2                               | Jerry Heil                      | «Vegan»                         | 7                               | 16,28 %                         | 6                               | 13                              | 3                               |
| 3                               | Катя Chilly                     | «Піч»                           | 4                               | 8,44 %                          | 3                               | 7                               | 5                               |
| 4                               | Krutь                           | «99»                            | 8                               | 22,69 %                         | 8                               | 16                              | 1                               |
| 5                               | «Go_A»                          | «Соловей»                       | 6                               | 18,11 %                         | 7                               | 13                              | 2                               |
| 6                               | «Cloudless»                     | «Drown me down»                 | 5                               | 14,75 %                         | 5                               | 10                              | 4                               |
| 7                               | Gio                             | «Feeling so lost»               | 2                               | 8,84 %                          | 4                               | 6                               | 6                               |
| 8                               | Ассоль                          | «Save it»                       | 1                               | 5,43 %                          | 1                               | 2                               | 8                               |

| Результати суддівського голосування | Результати суддівського голосування | Результати суддівського голосування | Результати суддівського голосування | Результати суддівського голосування | Результати суддівського голосування | Результати суддівського голосування |
| Номер                               | Пісня                               | Судді                               | Судді                               | Судді                               | Підсумок                            | Бали                                |
| Номер                               | Пісня                               | Данилко                             | Кароль                              | Дроздов                             | Підсумок                            | Бали                                |
| ----------------------------------- | ----------------------------------- | ----------------------------------- | ----------------------------------- | ----------------------------------- | ----------------------------------- | ----------------------------------- |
| 1                                   | «Там, куди я йду»                   | 3                                   | 3                                   | 3                                   | 9                                   | 3                                   |
| 2                                   | «Vegan»                             | 5                                   | 7                                   | 7                                   | 19                                  | 7                                   |
| 3                                   | «Піч»                               | 4                                   | 6                                   | 4                                   | 14                                  | 4                                   |
| 4                                   | «99»                                | 7                                   | 8                                   | 8                                   | 23                                  | 8                                   |
| 5                                   | «Соловей»                           | 8                                   | 5                                   | 5                                   | 18                                  | 6                                   |
| 6                                   | «Drown me down»                     | 6                                   | 2                                   | 6                                   | 14                                  | 5                                   |
| 7                                   | «Feeling so lost»                   | 1                                   | 4                                   | 2                                   | 7                                   | 2                                   |
| 8                                   | «Save it»                           | 2                                   | 1                                   | 1                                   | 4                                   | 1                                   |

### Другий півфінал
15 лютого 2020 року в Палаці культури КПІ ім. Ігоря Сікорського відбувся другий півфінал Національного відбору на «Євробачення-2020». Учасники виступили згідно зі своїми порядковими номерами, які попередньо визначили під час жеребкування. Після виступу останнього учасника організатори відкрили лінії для голосування, за підсумками якого найвищий бал від суддів і глядачів дістав гурт «Tvorchi», а найменший — співачка Garna. У підсумку до фіналу пройшли співаки Девід Аксельрод, Khayat та гурт «Tvorchi».
Крім основних учасників, у півфіналі Національного відбору виступили гурт «The Hardkiss», представниця України на Дитячому пісенному конкурсі «Євробачення-2019» Софія Іванько та представник Чехії на «Євробаченні-2020» Бенні Крісто.
Після підбиття підсумків другого півфіналу відбулося жеребкування між фіналістами Національного відбору, за результатами якого учасники виступлять у фіналі в такому порядку: KRUTЬ, Jerry Heil, «Go_A», Девід Аксельрод, Khayat, «Tvorchi».
| Другий півфінал — 15 лютого 2020 | Другий півфінал — 15 лютого 2020 | Другий півфінал — 15 лютого 2020 | Другий півфінал — 15 лютого 2020 | Другий півфінал — 15 лютого 2020 | Другий півфінал — 15 лютого 2020 | Другий півфінал — 15 лютого 2020 | Другий півфінал — 15 лютого 2020 |
| Номер                            | Виконавець                       | Пісня                            | Судді                            | Телеголосування                  | Телеголосування                  | Підсумок                         | Місце                            |
| Номер                            | Виконавець                       | Пісня                            | Судді                            | Відсотки                         | Бали                             | Підсумок                         | Місце                            |
| -------------------------------- | -------------------------------- | -------------------------------- | -------------------------------- | -------------------------------- | -------------------------------- | -------------------------------- | -------------------------------- |
| 1                                | «Moonzoo» feat. F.M.F. Sure      | «Maze»                           | 5                                | 9,46 %                           | 2                                | 7                                | 6                                |
| 2                                | «Fo Sho»                         | «BLCK SQR»                       | 3                                | 10,77 %                          | 3                                | 6                                | 7                                |
| 3                                | Еліна Іващенко                   | «Get up»                         | 4                                | 10,94 %                          | 4                                | 8                                | 5                                |
| 4                                | Олександр Порядинський           | «Savior»                         | 2                                | 11,72 %                          | 6                                | 8                                | 4                                |
| 5                                | Garna                            | «Who we are?»                    | 1                                | 5,65 %                           | 1                                | 2                                | 8                                |
| 6                                | Khayat                           | «Call for love»                  | 7                                | 17,87 %                          | 7                                | 14                               | 2                                |
| 7                                | Девід Аксельрод                  | «Horizon»                        | 6                                | 11,56 %                          | 5                                | 11                               | 3                                |
| 8                                | «Tvorchi»                        | «Bonfire»                        | 8                                | 22,03 %                          | 8                                | 16                               | 1                                |

| Результати суддівського голосування | Результати суддівського голосування | Результати суддівського голосування | Результати суддівського голосування | Результати суддівського голосування | Результати суддівського голосування | Результати суддівського голосування |
| Номер                               | Пісня                               | Судді                               | Судді                               | Судді                               | Підсумок                            | Бали                                |
| Номер                               | Пісня                               | Данилко                             | Кароль                              | Дроздов                             | Підсумок                            | Бали                                |
| ----------------------------------- | ----------------------------------- | ----------------------------------- | ----------------------------------- | ----------------------------------- | ----------------------------------- | ----------------------------------- |
| 1                                   | «Maze»                              | 7                                   | 2                                   | 7                                   | 16                                  | 5                                   |
| 2                                   | «BLCK SQR»                          | 2                                   | 4                                   | 3                                   | 9                                   | 3                                   |
| 3                                   | «Get up»                            | 3                                   | 7                                   | 4                                   | 14                                  | 4                                   |
| 4                                   | «Savior»                            | 4                                   | 3                                   | 2                                   | 9                                   | 2                                   |
| 5                                   | «Who we are?»                       | 1                                   | 1                                   | 1                                   | 3                                   | 1                                   |
| 6                                   | «Call for love»                     | 6                                   | 8                                   | 5                                   | 19                                  | 7                                   |
| 7                                   | «Horizon»                           | 5                                   | 6                                   | 6                                   | 17                                  | 6                                   |
| 8                                   | «Bonfire»                           | 8                                   | 5                                   | 8                                   | 21                                  | 8                                   |

### Фінал
22 лютого 2020 року відбувся фінал Національного відбору на «Євробачення-2020». За результатами Національного відбору на «Євробачення-2020» переміг гурт «Go_A» з піснею «Соловей».
Крім основних учасників, у фіналі Національного відбору виступили Джамала, Тіна Кароль та Вєрка Сердючка.
| Фінал — 22 лютого 2020 | Фінал — 22 лютого 2020 | Фінал — 22 лютого 2020 | Фінал — 22 лютого 2020 | Фінал — 22 лютого 2020 | Фінал — 22 лютого 2020 | Фінал — 22 лютого 2020 | Фінал — 22 лютого 2020 |
| Номер                  | Виконавець             | Пісня                  | Судді                  | Телеголосування        | Телеголосування        | Підсумок               | Місце                  |
| Номер                  | Виконавець             | Пісня                  | Судді                  | Відсотки               | Бали                   | Підсумок               | Місце                  |
| ---------------------- | ---------------------- | ---------------------- | ---------------------- | ---------------------- | ---------------------- | ---------------------- | ---------------------- |
| 1                      | Krutь                  | «99»                   | 5                      | 19,90 %                | 4                      | 9                      | 3                      |
| 2                      | Jerry Heil             | «Vegan»                | 1                      | 7,00 %                 | 1                      | 2                      | 6                      |
| 3                      | «Go_A»                 | «Соловей»              | 6                      | 25,43 %                | 6                      | 12                     | 1                      |
| 4                      | Девід Аксельрод        | «Horizon»              | 3                      | 11,30 %                | 2                      | 5                      | 5                      |
| 5                      | Khayat                 | «Call for love»        | 4                      | 20,93 %                | 5                      | 9                      | 2                      |
| 6                      | «Tvorchi»              | «Bonfire»              | 2                      | 15,44 %                | 3                      | 5                      | 4                      |

| Результати суддівського голосування | Результати суддівського голосування | Результати суддівського голосування | Результати суддівського голосування | Результати суддівського голосування | Результати суддівського голосування | Результати суддівського голосування |
| Номер                               | Пісня                               | Судді                               | Судді                               | Судді                               | Підсумок                            | Бали                                |
| Номер                               | Пісня                               | Данилко                             | Кароль                              | Дроздов                             | Підсумок                            | Бали                                |
| ----------------------------------- | ----------------------------------- | ----------------------------------- | ----------------------------------- | ----------------------------------- | ----------------------------------- | ----------------------------------- |
| 1                                   | «99»                                | 5                                   | 5                                   | 5                                   | 15                                  | 5                                   |
| 2                                   | «Vegan»                             | 1                                   | 1                                   | 1                                   | 3                                   | 1                                   |
| 3                                   | «Соловей»                           | 6                                   | 6                                   | 6                                   | 18                                  | 6                                   |
| 4                                   | «Horizon»                           | 3                                   | 4                                   | 3                                   | 10                                  | 3                                   |
| 5                                   | «Call for love»                     | 4                                   | 3                                   | 4                                   | 11                                  | 4                                   |
| 6                                   | «Bonfire»                           | 2                                   | 2                                   | 2                                   | 6                                   | 2                                   |

## Виступ на Євробаченні-2021

### Приготування
4 лютого 2021 року було змінено пісню, з якою гурт Go_A представить Україну на Євробаченні-2021. Цією піснею стала композиція «Шум». 9 березня гурт змінив слова пісні та скоротив її тривалість (з 4 хвилин 20 секунд до 2 хвилин 52 секунд) відповідно до стандартів конкурсу.
8 травня 2021 року гурт Go_A вирушив до Нідерландів, щоб представити Україну на Євробаченні-2021. 9 травня відбулися перші репетиції виступу гурту на конкурсі. 13 травня солістка Go_A Катерина Павленко здала тест на COVID-19 та отримала негативний результат.
16 травня Go_A відвідали церемонію відкриття пісенного конкурсу Євробачення-2021 у Роттердамі. На ній представники гурту з'явились у костюмах, виготовлених з переробленого пластику.

### Перший півфінал

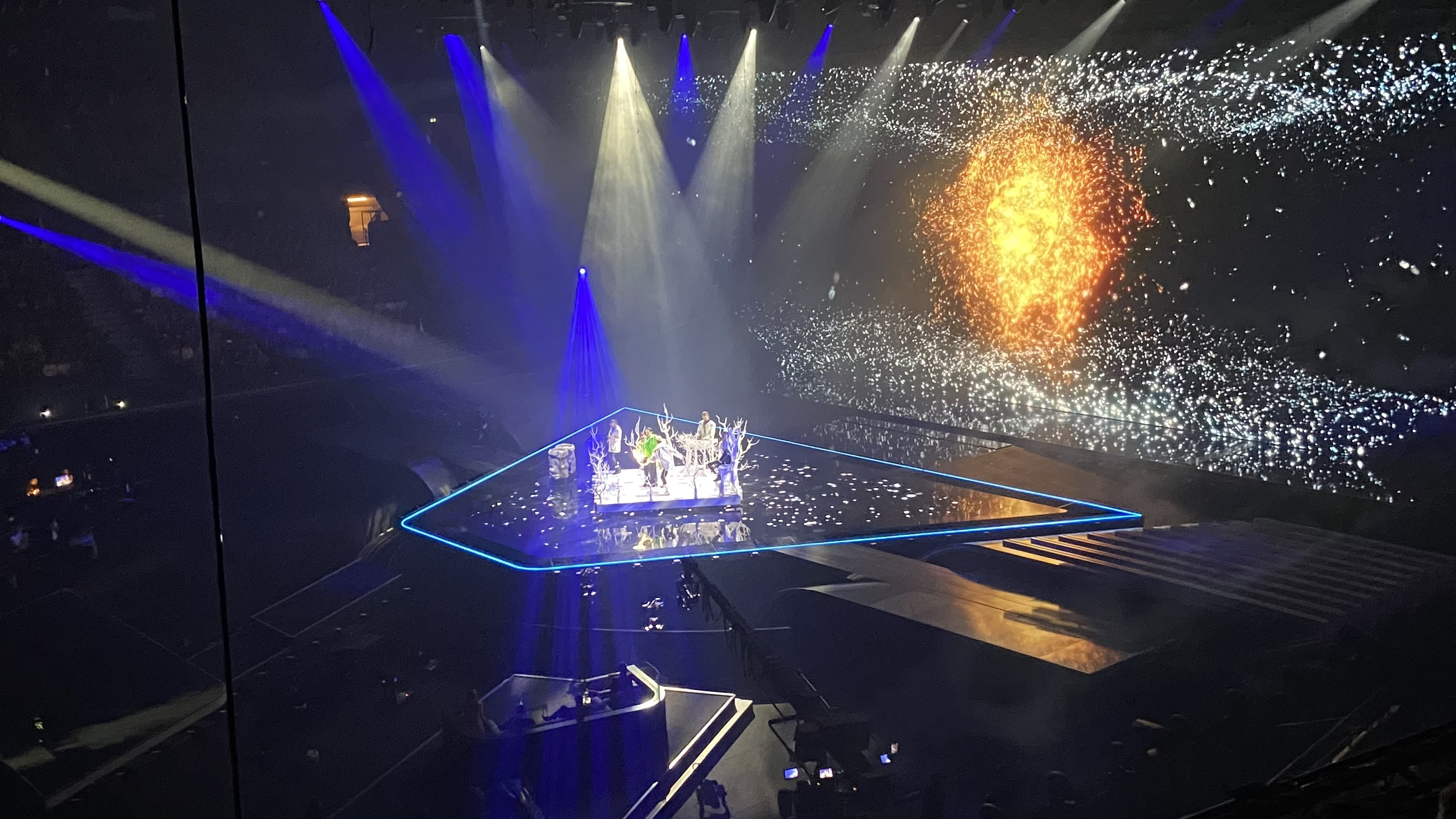
Виступ Go_A у півфіналі Євробачення-2021 18 травня 2021 року

Виступ Go_A у півфіналі відбувся 18 травня. Гурт виступив під № 15. У результаті голосування гурт зміг вибороти місце у фіналі Євробачення-2021. Go_A увійшли до десятка країн, що пройшли до фіналу, набравши 267 балів та посівши 2-ге місце. Ідея та постановка виступу — Костянтин Томільченко та Олександр Братковський. Костюми створив Дмитро Курята.

### Фінал
У фіналі конкурсу, який відбувся у ніч з 22 на 23 травня у Роттердамі, гурт Go_A виступив під номером 19. За результатами суддівського голосування Україна отримала 97 балів. Від глядачів гурт Go_A дістав 267 балів. Таким чином, у фіналі Євробачення 2021 Україна отримала 364 бали та посіла 5-те місце.
| Австралія          | 5  | 10 |
| Австрія            | —  | 7  |
| Азербайджан        | 6  | 8  |
| Албанія            | —  | 4  |
| Бельгія            | 10 | 10 |
| Болгарія           | —  | 6  |
| Велика Британія    | —  | 4  |
| Греція             | 1  | 5  |
| Грузія             | 7  | 6  |
| Данія              | —  | 1  |
| Естонія            | 4  | 5  |
| Ізраїль            | 4  | 12 |
| Ірландія           | 6  | 8  |
| Ісландія           | 3  | 8  |
| Іспанія            | —  | 6  |
| Італія             | 1  | 12 |
| Кіпр               | —  | 6  |
| Латвія             | 7  | 6  |
| Литва              | 12 | 12 |
| Мальта             | 5  | 1  |
| Молдова            | —  | 10 |
| Нідерланди         | 3  | 5  |
| Німеччина          | 5  | 4  |
| Норвегія           | 3  | 5  |
| Північна Македонія | —  | 4  |
| Польща             | —  | 12 |
| Португалія         | 2  | 10 |
| Росія              | —  | 8  |
| Румунія            | 5  | 8  |
| Сан-Марино         | —  | 5  |
| Сербія             | —  | 8  |
| Словенія           | —  | 7  |
| Україна            |    |    |
| Фінляндія          | —  | 10 |
| Франція            | 10 | 12 |
| Хорватія           | —  | 8  |
| Чехія              | —  | 10 |
| Швейцарія          | 8  | 2  |
| Швеція             | 8  | 4  |

## Голосування України за виконавців на Євробаченні-2021
Речницею журі від України на Євробаченні-2021 стала співачка Tayanna. До складу національного журі від України на Євробаченні-2021 увійшли співак Олександр Пономарьов (голова журі), хіп-хоп-виконавиця alyona alyona, телеведучий Ігор Кондратюк, співачки Ілларія та ALLOISE. Найвищим балом українське національне журі оцінило гурт Måneskin, що представляв Італію та згодом переміг на конкурсі. Найвищий бал від українських глядачів Євробачення-2021 в результаті глядацького голосування також отримали представники Італії.
| Азербайджан     | 3  | 3  |
| Албанія         | —  | —  |
| Бельгія         | 6  | 1  |
| Болгарія        | —  | —  |
| Велика Британія | —  | —  |
| Греція          | —  | —  |
| Ізраїль         | 7  | —  |
| Ісландія        | 4  | 6  |
| Іспанія         | —  | —  |
| Італія          | 12 | 12 |
| Кіпр            | —  | —  |
| Литва           | —  | 10 |
| Мальта          | 5  | —  |
| Молдова         | —  | —  |
| Нідерланди      | —  | —  |
| Німеччина       | —  | —  |
| Норвегія        | 1  | —  |
| Португалія      | 2  | —  |
| Росія           | —  | 4  |
| Сан-Марино      | —  | —  |
| Сербія          | —  | —  |
| Україна         |    |    |
| Фінляндія       | —  | 8  |
| Франція         | 10 | 5  |
| Швейцарія       | 8  | 7  |
| Швеція          | —  | 2  |